# Бенедиту-Нову
Бенедиту-Нову (порт. Benedito Novo)  —  муниципалитет в Бразилии, входит в штат Санта-Катарина. Составная часть мезорегиона Вали-ду-Итажаи. Входит в экономико-статистический  микрорегион Блуменау. Население составляет 9578 человек на 2006 год. Занимает площадь 385,402 км². Плотность населения — 24,9 чел./км².

## История
Город основан 29 декабря 1961 года.

## Статистика
- Валовой внутренний продукт на 2003 составляет 80.297.327,00 реалов (данные: Бразильский институт географии и статистики).
- Валовой внутренний продукт на душу населения на 2003 составляет 8.591,63 реалов (данные: Бразильский институт географии и статистики).
- Индекс развития человеческого потенциала на 2000 составляет 0,802 (данные: Программа развития ООН).

## География
Климат местности: умеренный.